# مارموتیر
مارموتیر (انگلیسی: Marmoutier) یک کمون (فرانسه) در بخش با-رن در گرانت است در شمال شرقی فرانسه است.